# Storm (SuRie-dal)
A Storm (magyarul: Vihar) című dal az Egyesült Királyságot képviselte a 2018-as Eurovíziós Dalfesztiválon, Lisszabonban. A dalt az angol SuRie adta elő angolul.

## Eurovíziós Dalfesztivál
2018. január 24-én jelentette be a BBC, hogy az Eurovíziós Dalfesztivál brit nemzeti válogatójába bejutott SuRie is a dalával. Az énekesnő a 2018. február 7-én megrendezett döntőben győzött.
Mivel az Egyesült Királyság tagja az automatikusan döntős "Öt Nagy" országnak, az Eurovíziós Dalfesztiválon a dal csak a május 12-i döntőben versenyzett, viszont az első elődöntő május 7-én rendezett zsűris főpróbáján is előadta. A döntőben a fellépési sorrendben kilencedikként lépett fel, a Portugáliát képviselő Cláudia Pascoal O jardim című dala után és a Szerbiát képviselő Sanja Ilić és a Balkanika Nova deca című dala előtt. A pontozás során a zsűri szavazáson összesítésben a huszonharmadik helyen végzett 23 ponttal, míg a nézői szavazáson a huszadik helyen végeztek 25 ponttal, így összesítésben 48 ponttal a verseny huszonnegyedik helyezettje lett.
SuRie döntős fellépését egy férfi zavarta meg, aki a színpadra lépve elvette az énekesnő mikrofonját. A férfi a Brexitet követően a dalfesztiválon való brit jelenlét ellen tiltakozott, és a mikrofonnal a kezében a következőket mondta az énekesnőnek: „Modern nácik vannak a brit médiában, szabadságot követelünk! A háború nem béke!” Az énekesnő néhány másodperc múlva visszaszerezte a mikrofont, amit a férfi a biztonsági személyzet beavatkozása közben ejtett el. A BBC először egy újabb fellépést kért a szervezőktől, amit ugyan elfogadtak, de mivel SuRie elégedett volt a produkciójával, így végül úgy döntött, hogy nem lép újra színpadra.
A következő brit induló Michael Rice Bigger than Us című dala volt a 2019-es Eurovíziós Dalfesztiválon.

## Külső hivatkozások
- A dal előadása a brit nemzeti döntőben. YouTube-videó, Eurovision Song Contest, 2018. február 8.
- A dal videoklipje. YouTube-videó, Eurovision Song Contest, 2018. március 7.
- A dal előadása a dalfesztivál első elődöntőjének főpróbáján. YouTube-videó, Eurovision Song Contest, 2018. május 8.
- A dal előadása a dalfesztivál döntőjében (a színpadi rendbontással). YouTube-videó, BBC, 2018. május 12.
- A dal előadása a dalfesztivál döntőjének zsűris főpróbáján. YouTube-videó, Eurovision Song Contest, 2018. május 12.